# エリサベト・ア・ダンマーク (1485-1555)

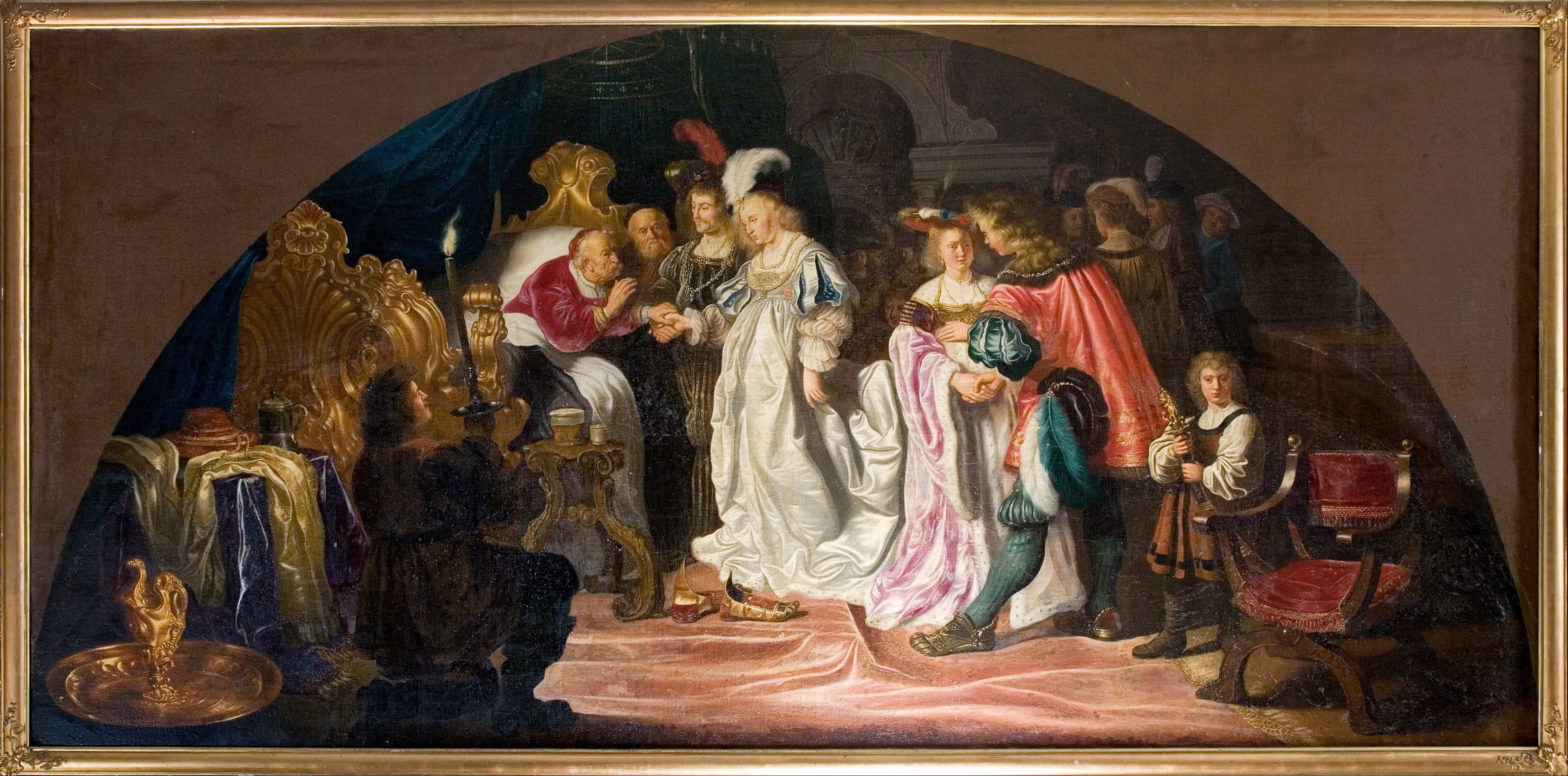
1502年のシュテンダル二重結婚、
サロモン・コニンク（Salomon Koninck）画、1642年頃

エリサベト・ア・ダンマーク（Elisabeth af Danmark, 1485年6月24日 - 1555年6月10日）は、ドイツのブランデンブルク選帝侯ヨアヒム1世の妻。

## 生涯
デンマーク王ハンスとその妻でザクセン選帝侯エルンストの娘であるクリスティーナの間の長女として生まれた。1502年4月10日にシュテンダルにおいて、ブランデンブルク選帝侯ヨアヒム1世と結婚した。この時、エリサベトの父方の叔父フレゼリクと、ヨアヒムの妹アンナの婚礼も同時に行われた。この2つの縁組は、デンマーク王室とブランデンブルク選帝侯家の絆を強めるための二重結婚であった。選帝侯夫妻は間に5人の子供をもうけた。
1523年頃より、反教皇派の神学者マルティン・ルターの教説に共感を寄せるようになったが、これは宗教改革の強硬な反対論者だった夫の怒りを買うことになり、夫から監禁すると脅迫されるようになった。1527年以後、秘かに二重聖餐にあずかるようになった。1528年3月、ブランデンブルク領を越境してザクセン領のトルガウに逃れ、母方の叔父であるザクセン選帝侯ヨハンに庇護され、1535年までザクセン宮廷に滞在した。
亡命中は深刻な経済的困窮に悩まされていたが、1535年に夫が死ぬと、2人の息子ヨアヒム（2世）とヨハンが相当額の年金を送るようになったため、生活状態は改善された。翌1536年、プレッティンのリヒテンブルク城に転居し、この城で小宮廷を営んだ。1545年にようやくブランデンブルク領に戻り、ベルリン郊外のシュパンダウに居を構えて熱心な宗教活動に身を捧げた。

## 子女
- ヨアヒム（1505年 - 1571年） - ブランデンブルク選帝侯
- アンナ（1507年 - 1567年） - 1524年、メクレンブルク公アルブレヒト7世と結婚
- エリーザベト（1510年 - 1558年） - 1525年にブラウンシュヴァイク＝カレンベルク公エーリヒ1世と結婚、1546年にヘンネベルク伯ポッポ12世と再婚
- マルガレーテ（1511年 - 1577年） - 1530年にポメラニア公ゲオルク1世と結婚、1534年にアンハルト＝ツェルプスト侯ヨハン4世と再婚
- ヨハン（1513年 - 1571年） - ブランデンブルク＝キュストリン辺境伯